# Вандсбек
Ва́ндсбек (нем.  Wándsbek) — один из 7 районов Гамбурга (Германия) с населением в 409 тыс. жителей.
Название «Вандсбек» встречается в первый раз в 1296 году. В течение ста лет (с 1773 года) Вандсбек входил в состав Датского королевства.
Район подразделяется на 18 частей (Stadtteile):
- Айльбек (Eilbek)
- Бергштедт (Bergstedt)
- Брамфельд (Bramfeld)
- Вандсбек (Wandsbek)
- Веллингсбюттель (Wellingsbüttel)

18 городских частей в районе Вандсбек

- Вольдорф-Ольштедт (Wohldorf-Ohlstedt)
- Дуфенштедт (Duvenstedt)
- Енфельд (Jenfeld)
- Зазель (Sasel)
- Лемзаль-Меллингштедт (Lehmsahl-Mellingstedt)
- Маринталь (Marienthal)
- Поппенбюттель (Poppenbüttel)
- Ральштедт (Rahlstedt)
- Тондорф (Tonndorf)
- Фармзен-Берне (Farmsen-Berne)
- Фольксдорф (Volksdorf)
- Хуммельсбюттель (нем.)
- Штайльсхоп (Steilshoop)

## Персоналии
- Шиммельман, Генрих Карл фон (1724—1782) — немецко-датский государственный деятель, предприниматель.
- Редер, Эрих Йоханн Альберт (1876—1960) — немецкий гросс-адмирал, главнокомандующий Кригсмарине с 1935 по 1943 годы.